# 穆雷 (阿韦龙省)
穆雷（法語：Mouret，法語發音：[muʁɛ]）是法国阿韦龙省的一个市镇，属于罗德兹区。

## 地理
穆雷（44°31'2"N, 2°30'53"E）面积31.61 平方千米，位于法国奧克西塔尼大區阿韦龙省，该省份为法国南部内陆省份，位于法國中央高原南部，北起顺时针与康塔爾省、洛泽尔省、加尔省、埃罗省、塔恩省、塔恩-加龙省和洛特省接壤。
与穆雷接壤的市镇（或旧市镇、城区）包括：马西亚克瓦隆、米雷堡、诺维亚勒、普吕讷、圣费利德吕内、萨勒拉苏尔斯、维勒孔塔勒。

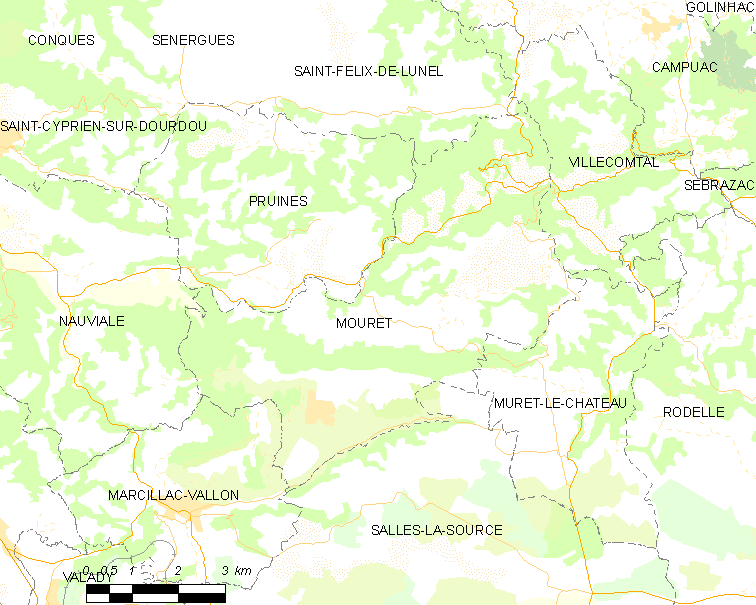
的OSM定位图

穆雷的时区为UTC+01:00、UTC+02:00（夏令时）。

## 行政
穆雷的邮政编码为12330，INSEE市镇编码为12161。

## 政治
穆雷所属的省级选区为山谷县。

## 人口

1962-2008年间人口变化图示

穆雷于2022年1月1日时的人口数量为558人。